# Џ̆
Le djé brève (capitale Џ̆, minuscule џ̆) est une lettre additionnelle de l’alphabet cyrillique qui a été utilisée en abkhaze. Elle est composée d’un djé diacrité d’une brève.

## Utilisation
Le djé brève a été utilisé dans l’alphabet abkhaze de Tchotchoua de 1909 à 1926.

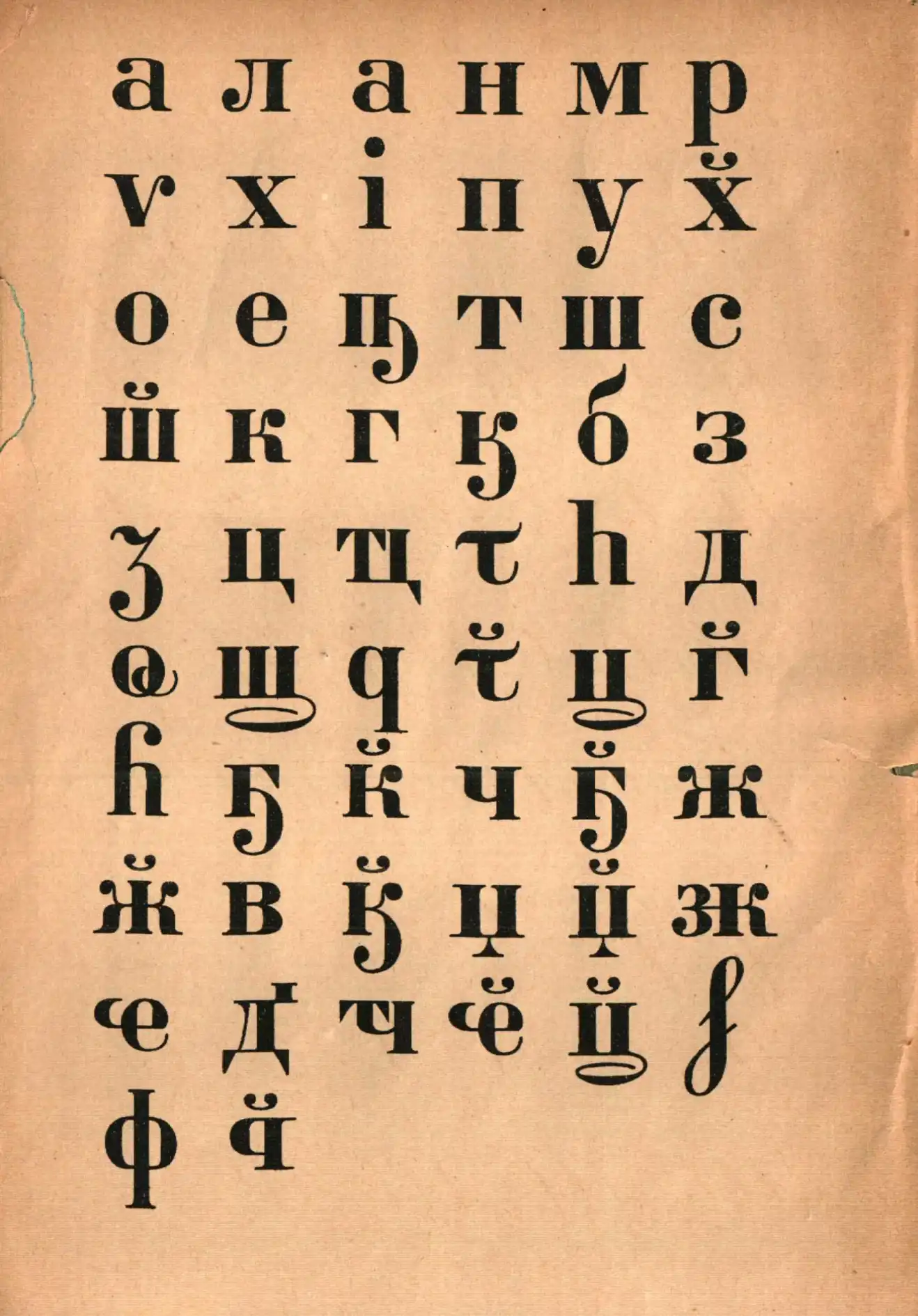
Alphabet abkhaze dans Tchotchoua 1909.

## Représentations informatiques
Le djé brève peut être représenté avec les caractères Unicodes suivants :
- décomposé (cyrillique, diacritiques)

| formes    | représentations | chaînes de caractères | points de code | descriptions                                      |
| --------- | --------------- | --------------------- | -------------- | ------------------------------------------------- |
| capitale  | Џ̆               | Џ◌̆                    | U+040F U+0306  | lettre majuscule cyrillique djé diacritique brève |
| minuscule | џ̆               | џ◌̆                    | U+045F U+0306  | lettre minuscule cyrillique djé diacritique brève |